# مونتيري (كاليفورنيا)
مونتيري (بالإنجليزية: Monterey)‏ هي إحدى مدن مقاطعة مونتيري، كاليفورنيا. تم إعطاءها لقب مدينة في 14 يونيو، 1890.

## التركيبة السكانية
حدّد مكتب تعداد الولايات المتحدة بيانات التركيبة السكانية لمونتيري في تعداد الولايات المتحدة. في ما يلي، التركيبة السكانية حسب تعدادي 2000 و2010.

### تعداد عام 2000
بلغ عدد سكان مونتيري 29,674 نسمة بحسب تعداد عام 2000، وبلغ عدد الأسر 12,600 أسرة وعدد العائلات 6,478 عائلة مقيمة في المدينة. في حين سجلت الكثافة السكانية 934 نسمة لكل كيلومتر مربع (2,419.0/ميل2). وبلغ عدد الوحدات السكنية 13,382 وحدة بمتوسط كثافة قدره 421.2 لكل كيلومتر مربع (1,090.9/ميل2).
وتوزع التركيب العرقي للمدينة بنسبة 80.83% من البيض و2.52% من الأمريكيين الأفارقة و0.57% من الأمريكيين الأصليين و7.43% من الأمريكيين ذوي الأصول الآسيوية و0.29% من سكان جزر المحيط الهادئ و3.91% من الأعراق الأخرى و4.45% من عرقين مختلطين أو أكثر و10.86% من الهسبانيون أو اللاتينيون من أي عرق.
بلغ عدد الأسر 12,600 أسرة كانت نسبة 23.5% منها لديها أطفال تحت سن الثامنة عشر تعيش معهم، وبلغت نسبة الأزواج القاطنين مع بعضهم البعض 39.5% من أصل المجموع الكلي للأسر، ونسبة 8.4% من الأسر كان لديها معيلات من الإناث دون وجود شريك، بينما كانت نسبة 3.5% من الأسر لديها معيلون من الذكور دون وجود شريكة وكانت نسبة 48.6% من غير العائلات. تألفت نسبة 37% من أصل جميع الأسر من عدة أفراد يعيشون في نفس المنزل ونسبة 11% كانت تتألف من شخص يعيش بمفرده يبلغ من العمر 65 عاماً أو أكثر. وبلغ متوسط حجم الأسرة المعيشية 2.13، أما متوسط حجم العائلات فبلغ 2.82.
بلغ العمر الوسطي للسكان 36.1 عاماً. وكانت نسبة 16.6% من القاطنين تحت سن الثامنة عشر، وكانت نسبة 6.7% بين الثامنة عشر والرابعة والعشرين عاماً، ونسبة 31.8% كانت واقعةً في الفئة العمرية ما بين الخامسة والعشرين والرابعة والأربعين عاماً، ونسبة 21.5% كانت ما بين الخامسة والأربعين والرابعة والستين، ونسبة 13.8% كانت ضمن فئة الخامسة والستين عاماً فما فوق. يوجد لكل 100 أنثى 92.7 ذكر، ويوجد لكل 100 أنثى في الثامنة عشر من عمرها فما فوق 90.9 ذكر.
بلغ متوسط دخل الأسرة في المدينة 49,109 دولارًا، أما متوسط دخل العائلة فبلغ 58,757 دولارًا. وكان متوسط دخل الذكور 40,410 دولارًا مقابل 31,258 دولارًا للإناث. وسجل دخل الفرد الخاص بالمدينة 27,133 دولارًا. وكانت نسبة 4.4% من العائلات ونسبة 7.8% من السكان تحت خط الفقر، وكان من هؤلاء نسبة 7.2% تحت سن الثامنة عشر ونسبة 4.8% في الخامسة والستين من العمر وما فوق.

### تعداد عام 2010
بلغ عدد سكان مونتيري 27,810 نسمة بحسب تعداد عام 2010، وبلغ عدد الأسر 12,184 أسرة وعدد العائلات 5,963 عائلة مقيمة في المدينة. في حين سجلت الكثافة السكانية 875.4 نسمة لكل كيلومتر مربع (2,267.3/ميل2). وبلغ عدد الوحدات السكنية 13,584 وحدة بمتوسط كثافة قدره 427.6 لكل كيلومتر مربع (1,107.5/ميل2).
وتوزع التركيب العرقي للمدينة بنسبة 78.35% من البيض و2.79% من الأمريكيين الأفارقة و0.54% من الأمريكيين الأصليين و7.93% من الأمريكيين ذوي الأصول الآسيوية و0.33% من سكان جزر المحيط الهادئ و4.97% من الأعراق الأخرى و5.10% من عرقين مختلطين أو أكثر و13.73% من الهسبانيون أو اللاتينيون من أي عرق.
بلغ عدد الأسر 12,184 أسرة كانت نسبة 20.3% منها لديها أطفال تحت سن الثامنة عشر تعيش معهم، وبلغت نسبة الأزواج القاطنين مع بعضهم البعض 38.5% من أصل المجموع الكلي للأسر، ونسبة 7.4% من الأسر كان لديها معيلات من الإناث دون وجود شريك، بينما كانت نسبة 3% من الأسر لديها معيلون من الذكور دون وجود شريكة وكانت نسبة 51.1% من غير العائلات. تألفت نسبة 39.2% من أصل جميع الأسر من عدة أفراد يعيشون في نفس المنزل ونسبة 11.8% كانت تتألف من شخص يعيش بمفرده يبلغ من العمر 65 عاماً أو أكثر. وبلغ متوسط حجم الأسرة المعيشية 2.08، أما متوسط حجم العائلات فبلغ 2.81.
بلغ العمر الوسطي للسكان 36.9 عاماً. وكانت نسبة 15.3% من القاطنين تحت سن الثامنة عشر، وكانت نسبة 13.8% بين الثامنة عشر والرابعة والعشرين عاماً، ونسبة 30.5% كانت واقعةً في الفئة العمرية ما بين الخامسة والعشرين والرابعة والأربعين عاماً، ونسبة 24.9% كانت ما بين الخامسة والأربعين والرابعة والستين، ونسبة 15.5% كانت ضمن فئة الخامسة والستين عاماً فما فوق. وتوزع التركيب الجنسي للسكان بنسبة 50.3% ذكور و49.7% إناث.

## المناخ
يظهر الجدول التالي التغييرات المناخية على مدار السنة لمونتيري:
| البيانات المناخية لـمونتيري                                                      | البيانات المناخية لـمونتيري | البيانات المناخية لـمونتيري | البيانات المناخية لـمونتيري | البيانات المناخية لـمونتيري | البيانات المناخية لـمونتيري | البيانات المناخية لـمونتيري | البيانات المناخية لـمونتيري | البيانات المناخية لـمونتيري | البيانات المناخية لـمونتيري | البيانات المناخية لـمونتيري | البيانات المناخية لـمونتيري | البيانات المناخية لـمونتيري | البيانات المناخية لـمونتيري |
| الشهر                                                                            | يناير                       | فبراير                      | مارس                        | أبريل                       | مايو                        | يونيو                       | يوليو                       | أغسطس                       | سبتمبر                      | أكتوبر                      | نوفمبر                      | ديسمبر                      | المعدل السنوي               |
| -------------------------------------------------------------------------------- | --------------------------- | --------------------------- | --------------------------- | --------------------------- | --------------------------- | --------------------------- | --------------------------- | --------------------------- | --------------------------- | --------------------------- | --------------------------- | --------------------------- | --------------------------- |
| الدرجة القصوى °ف (°م)                                                            | 90 (32)                     | 86 (30)                     | 85 (29)                     | 93 (34)                     | 95 (35)                     | 101 (38)                    | 98 (37)                     | 96 (36)                     | 101 (38)                    | 104 (40)                    | 95 (35)                     | 89 (32)                     | 104 (40)                    |
| متوسط درجة الحرارة الكبرى °ف (°م)                                                | 58.3 (14.6)                 | 59.6 (15.3)                 | 60.8 (16.0)                 | 62.1 (16.7)                 | 63.0 (17.2)                 | 64.9 (18.3)                 | 66.3 (19.1)                 | 67.6 (19.8)                 | 69.6 (20.9)                 | 68.2 (20.1)                 | 62.8 (17.1)                 | 57.8 (14.3)                 | 63.4 (17.4)                 |
| متوسط درجة الحرارة الصغرى °ف (°م)                                                | 43.7 (6.5)                  | 44.7 (7.1)                  | 45.4 (7.4)                  | 46.2 (7.9)                  | 48.1 (8.9)                  | 50.3 (10.2)                 | 52.2 (11.2)                 | 53.1 (11.7)                 | 52.8 (11.6)                 | 50.8 (10.4)                 | 47.1 (8.4)                  | 43.8 (6.6)                  | 48.2 (9.0)                  |
| أدنى درجة حرارة °ف (°م)                                                          | 22 (−6)                     | 26 (−3)                     | 32 (0)                      | 35 (2)                      | 35 (2)                      | 41 (5)                      | 43 (6)                      | 45 (7)                      | 41 (5)                      | 35 (2)                      | 30 (−1)                     | 20 (−7)                     | 20 (−7)                     |
| الهطول إنش (مم)                                                                  | 4.40 (112)                  | 3.92 (100)                  | 3.38 (86)                   | 1.49 (38)                   | 0.56 (14)                   | 0.20 (5.1)                  | 0.05 (1.3)                  | 0.07 (1.8)                  | 0.24 (6.1)                  | 1.06 (27)                   | 2.32 (59)                   | 3.41 (87)                   | 21.10 (536)                 |
| متوسط أيام هطول الأمطار (≥ 0.01 in)                                              | 11                          | 10                          | 10                          | 6                           | 4                           | 3                           | 2                           | 2                           | 2                           | 4                           | 7                           | 10                          | 70                          |
| المصدر #1: WRCC (temperature and precipitation 1981-2010, extremes 1906–present) |                             |                             |                             |                             |                             |                             |                             |                             |                             |                             |                             |                             |                             |
| المصدر #2: Weather Channel                                                       |                             |                             |                             |                             |                             |                             |                             |                             |                             |                             |                             |                             |                             |

## توأمة
لمونتيري (كاليفورنيا) اتفاقيات توأمة مع كل من:
- باليرمو
- دوبروفنيك
- تاينان

## أعلام
- ريموند سبروينس
- أورلاندو جونسون
- ريتشارد هامينغ
- ليون بانيتا
- إيريك بيرن
- جون دنفر
- سامي هاجر
- جويل كورتني
- أليسون سكاجليوتي
- غاري كيلدال